# Lewenhauptska gården
Lewenhauptska gården är en byggnad i Västervik mellan Storgatan, Strömsgatan och Norra Varvsgatan.
Huset uppförd omkring 1800 av greve Gustaf Lewenhaupt (1780-1844) på Casimirsborg. Hans familj bodde ursprungligen omväxlande i Stockholm och på Casimirsborg och bara tillfälligtvis här, men från 1841 bosatte han sig stadigvarande med sin maka här. Gustaf Lewenhaupt dog 1844 och hans änka Sophie 1849. Hon lämnade vid sin död gården i testamente till sin älskare och ekonomiske rådgivare Carl Ringqvist. Han avled dock snart och huset köptes av baron Seth Adelswärd på Adelsnäs som placerade en av sina älskarinnor här. Seth Adelswärd lät bygga till en våning på huset. På 1860-talet kom huset tillbaka hos släkten Lewenhaupt då Charles Auguste Lewenhaupt (1812-1897) köpte det. Han var bosatt i Frankrike, men bodde i Västervik under somrarna. I samband med Fransk-tyska kriget valde han att med sin familj bosätta sig permanent i Sverige och fick svenskt medborgarskap 1872. 
Huset har haft kungligt besök två gånger, dels 1837 då Karl XIV Johan besökte Västervik och inkvarterades hos borgmästaren Lars Petter Eneqvist, som då hyrde Lewenhauptska gården, dels 1866 då besökte Karl XV Västervik på väg till Öland och passade då på att besöka sin barndomsvän Adelaide Lewenhaupt (född Sparre), gift med Charles August Lewenhaupt.